# Mwami
A mwami (ejtsd: [mwɑmi, mŋɑmi]) Közép- és Kelet-Afrika egyes részein elterjedt tiszteletbeli cím. A cím több bantu nyelven főnököt vagy törzsfőnököt jelent. Történelmileg több afrikai nemzet királyai használták, és  használják ma is több afrikai nemzetállamon belüli törzsi királyság hagyományos uralkodói esetében.

## Etimológia
A mwami a proto-bantu „mʊ̀jámí” szóból származik, amely főnököt, mestert vagy királyt jelentett.

## Törzsfőnök
Több bantu nyelvben - köztük a kirundi, a kinyarvanda, a nande, a lega, a luhya és a csitonga nyelvekben - a mwami szó törzsfőnököt jelent. Azokon a területeken, ahol ezeket a nyelveket beszélik, a törzsi társadalmak vagy törzsfőnökségek vezetőjének címeként használják.
Ezenkívül a mwami luganda nyelvben „főnököt” vagy „férjet” jelent. Az afrikai Nagy-tavak térségében a Luganda-nyelvű törzsfőnöki közösségekben közigazgatási címként használják, bár az angol Mr-hez hasonlóan a férfiak általános tiszteletére is használható.
A zambiai bantu népek (lenje és Ila) hagyományos főnökei, valamint a Zambia és Zimbabwe területén élő Tonga népek szintén használják ezt a megtisztelő címet.
A mwami hagyományosan főnöki rang a Kongói Demokratikus köztársaság Maniema tartományában és Észak-, valamint Dél-Kivu királyságokban.

## Király
Ruandában és Burundiban a tuszik által alapított királyságok uralkodójának címe volt:
- A Ruandai Királyságban a király címe a mwami (többes számban abami) volt. 1961 óta az országban köztársaság van.
- A Burundi Királyság királyai négy uralkodói név egyikével követték egymást, ismétlődő ciklusban. Burundiban 1966-óta elnöki rendszer van.

2020-tól a nyugat-tanzániai Kigoma régióban lévő Buha Királyság uralkodóinak címe a mwami.
A nyugat-kenyai luhya nép legfőbb uralkodójának címe ugyancsak a mwami.